# Зоја Космодемјанска
Зоја Анатољевна Космодемјанскаја (рус. Зоя Анатольевна Космодемьянская; Тамбовска област, 8. септембар 1923 — Московска област, 29. новембар 1941), совјетска партизанка, учесница Великог отаџбинског ратг и Херој Совјетског Савеза.
Прва је жена проглашена за хероја Совјетског Савеза, за своје заслуге у Великом отаџбинском рату 16. фебруара 1942. године. Због исказане храбрости и пркошења непријатељу била је једна од најпопуларнијих жена хероја у СССР и једна од икона борбе совјетског народа током Великог отаџбинског рата.

## Биографија
Рођена је 8. септембра 1923. године у селу Осин-гај у Гавриловском крају у Тамбовској области. Зојин отац Антољи, који је у младости студирао богословију, радио је као библиотекар, а мајка Љубова Чурикова је била учитељица. Пошто јој је отац умро 1933. године, бригу о њој и њеном млађем брату Александру преузела је мајка. Зојин две године млађи брат Александар је погинуо априла 1945. године током Великог отаџбинског рата као командант батерије у 35-ом гардијском артиљеријском пуку 43-еће армије Трећег белоруског фронта, и такође је проглашен за Хероја Совјетског Савеза. Зојина породица се 1930. године преселила у Москву.
У току школовања Зоја се доста интересовала за књижевност и планирала је да студира на Књижевном институту у Москви, али је почетак Великог отаџбинског рата, јуна 1941. године, осујетио њене планове. Као чланица Комсомола од 1938. године, Зоја се у октобру 1941. године добровољно пријавила у партизанске јединице. Заједно са још 2.000 комсомолаца-добровољаца, додељена је Партизанском одреду „9903“ штаба Западног фронта (Руси су Источни фронт називали Западни).
После завршеног краћег курса у диверзанстској школи, Зоја је постала борац диверзант-извиђач. Заједно са осталим комсомлцима у селу у близини Наро-Фоминска, прешли су линију фронта и ушли у окупирану територију и ступили у одред. Партизанска јединица у коју су ступили вршила је диверзије (минирање путева, сечење комуникација и др) на окупираној територији Совјетског Савеза.
Партизански одред у којем се налазила Зоја је, почетком новембра 1941. године, добио задатак да врши диверзије на непријатељска упоришта у окупираним местима. Зоја се добровољно пријавила у групу која је имала задатак да изведе диверзију на непријатељске положаје у селу Петришево, у Московској области. У 2 сата ноћу 27. новембра 1941. године Борис Краинов, Василиј Клубков и Зоја су запалили три куће у Петришеву, где су били смештени немачки официри и војници. 
Пошто се нису окупили на договореном месту у одређено време, Борис Краинов се вратио. Зоја се, иако је Василиј Клубков био ухваћен од Немаца, вратила у село и наставила да пали. У ноћи 28. новембра, један мештани, који је од Немаца био задужен за чување страже, приметио је Зоју и пријавио је Немцима, који су је ухапслили. За време испитивања Зоја није хтела проговрити ни једну реч, а иследници су јој, услед незнања њеног правог имена, дали име Тања. Да би је натерали да проговори и успели да сазнају о другим партизанима из Зојине групе, скинули су је у доњи веш и извели напоље на зиму. Обешена је 29. новембра 1941. године у селу Петришево.
После погибије Зоје Космодемјанскаје, 27. јануара 1942. године у листу „Правда“ изашао је чланак „Тања“ који је говорио о храбром држању младе комсомлке на вешалима. Нешто касније, 18. фебруара 1942. године, у истим новинама изашао је чланак „Ко је Тања“ у ком је откривен прави идентитет особе и утврђено да се ради о Зоји Космодемјанској. 
Указом Президијума Врховног совјета Совјетског Савеза, Зоја Космодемјанска је 16. фебруара 1942. године посмртно проглашена за Хероја Совјетског Савеза. Било је ово прво проглашење једне жене за Хероја Совјетског Савеза, за заслуге током Великог отаџбинског рата. 
У Совјетском Савезу Зоја Космодемјанска је представљала једну од икона хероизма совјетског народа током Великог отаџбинског рата. О њој су написане многе књиге, снимљени филмови, подигнути многобројни споменици, и отворени музеји. Њени посмртни остаци пренесени су на гробље Новодевичје у Москви и сахрањени у Алеји хероја.

## Галерија
- Споменик у Московском метроу
- Зојин гроб у Москви
- Споменик у Харкову